# Richard Leopold (Schauspieler)
Richard Leopold (* 26. September 1873 in Berlin; † 22. September 1929 ebenda) war ein deutscher Schauspieler und Komiker.
Wegen seiner Fistelstimme wurde er „die pfeifende Maus“ genannt. 1901–1907 spielte er bei Max Reinhardt, von 1911 an am Hebbel-Theater, von 1915 an am Berliner Theater.